# Heemstede-Aerdenhout
Heemstede-Aerdenhout (hol: Station Heemstede-Aerdenhout) – stacja kolejowa w Heemstede, w prowincji Holandia Północna, w Holandii. Znajduje się na linii Amsterdam-Rotterdam, między Lejdą i Haarlem.
Stacja znajduje się na miejscu starego domu celnego na Leidsevaart w Heemstede. Pierwotnie była ona otwarta w 1872 roku jako przystanek i po 8 latach zamkniętą. Następnie została ponownie otwarta w dniu 1 października 1891 roku jako przystanek Zandvoortsche Laan, została ponownie zamknięta w 1903 roku. W 1928 roku stację "Heemstede-Aerdenhout" otwarto w 1958 roku zastępując obecnym wiaduktem.
Uruchamiano 6 pociągów na godzinę (wieczorem i weekendy 4) do Haarlem i do Lejdy. Do 1986 r. zatrzymały się dwa pociągi na godzinę. Pociągi intercity Amsterdam-Vlissingen i Amsterdam-Bruksela nie zatrzymały się na tej stacji. Kursowały one z dużą prędkością przez wiadukt, co powodowało duży hałas: było je słychać z daleka. 